# کوهی توکیتا
کوهی توکیتا (انگلیسی: Kohei Tokita؛ زادهٔ ۱۶ مارس ۱۹۸۶) بازیکن فوتبال اهل ژاپن است.